# Oingt
Oingt korábbi község (település) Franciaországban, Rhône megyében. 2017. január 1-jén Le Bois-d’Oingt és Saint-Laurent-d’Oingt községgel egyesült és Val d’Oingt új község része lett.
Lakosainak száma 667 fő (2018. január 1.). Oingt Theizé, Saint-Laurent-d'Oingt, Ville-sur-Jarnioux, Le Bois-d'Oingt és Moiré községekkel határos.

## Népesség
A település népességének változása:
| Lakosok száma | 651  | 672  | 680  | 667  |
|               | 2013 | 2015 | 2017 | 2018 |